# Zalujne, Litîn
Zalujne (în ucraineană Залужне) este un sat în comuna Birkiv din raionul Litîn, regiunea Vinnița, Ucraina.

## Demografie
Componența lingvistică a localității Zalujne
     Ucraineană (100%)
Conform recensământului din 2001, toată populația localității Zalujne era vorbitoare de ucraineană (100%).